# Hospices de Beaune

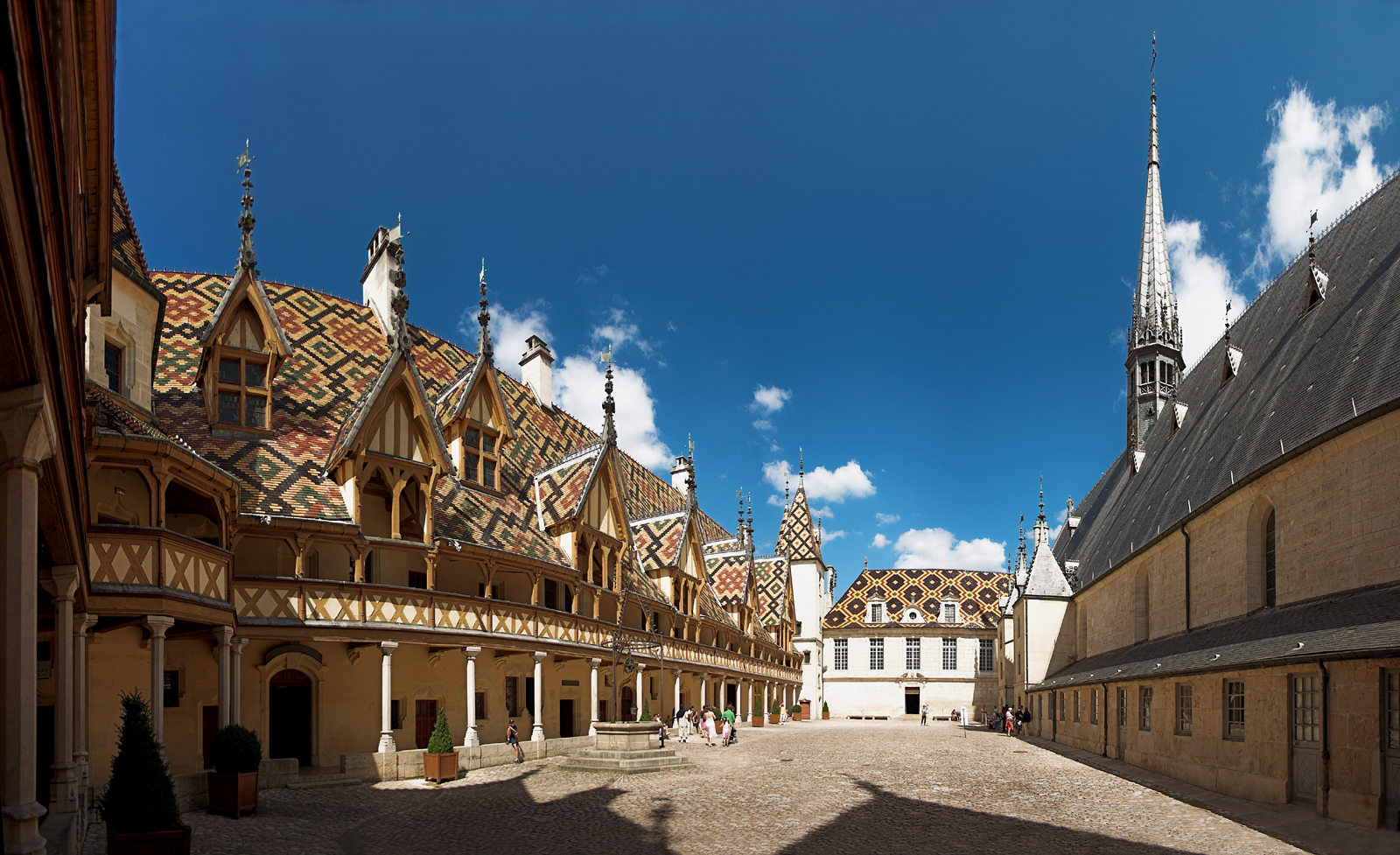
Binnenhof van het Hôtel-Dieu van Beaune

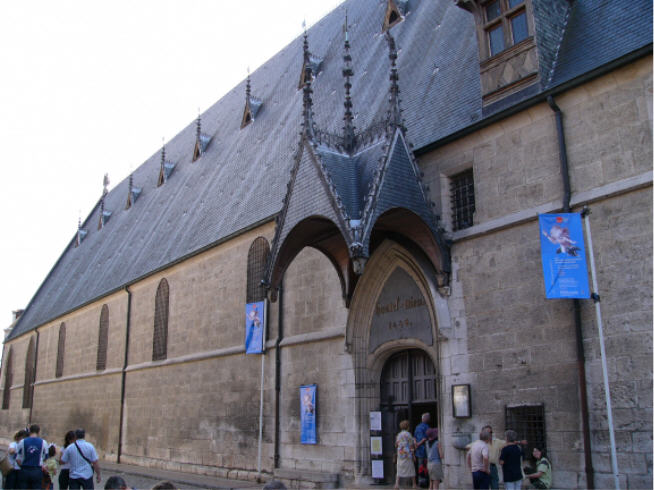
Ingang en voorgevel

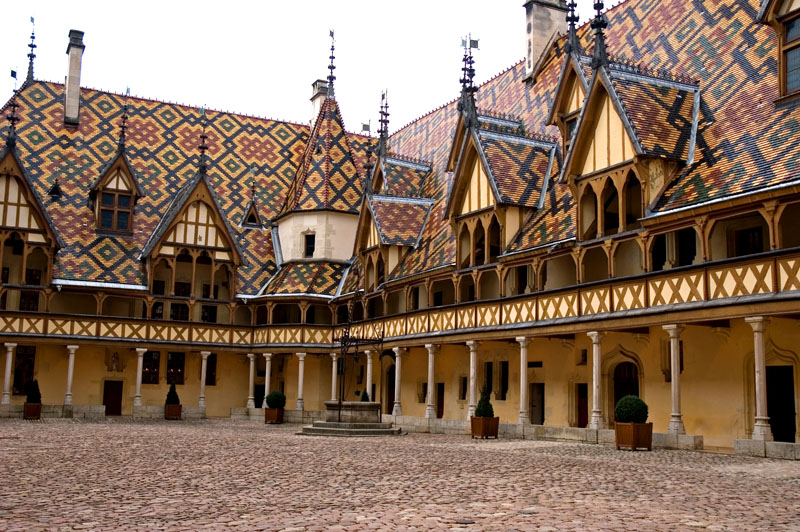
Binnenhof van het Hôtel-Dieu met zijn opvallende veelkleurige dak

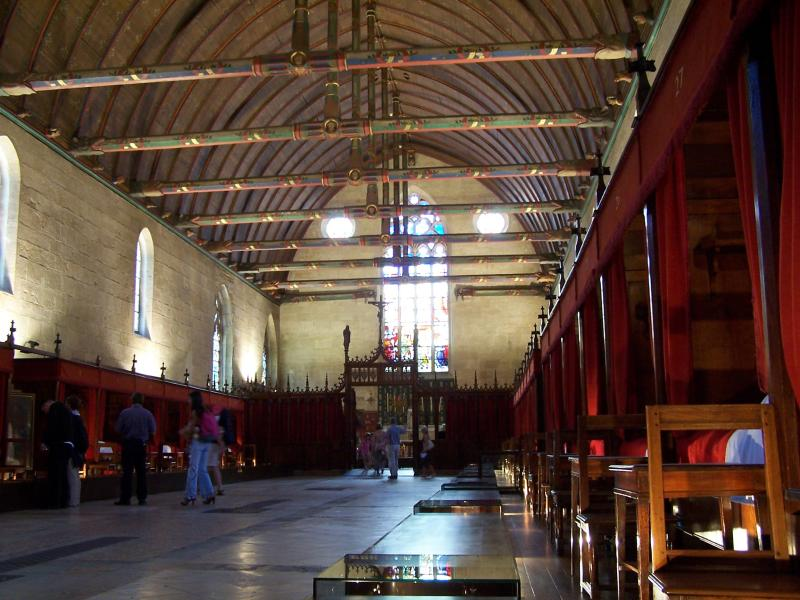
Grande salle des «Pôvres»

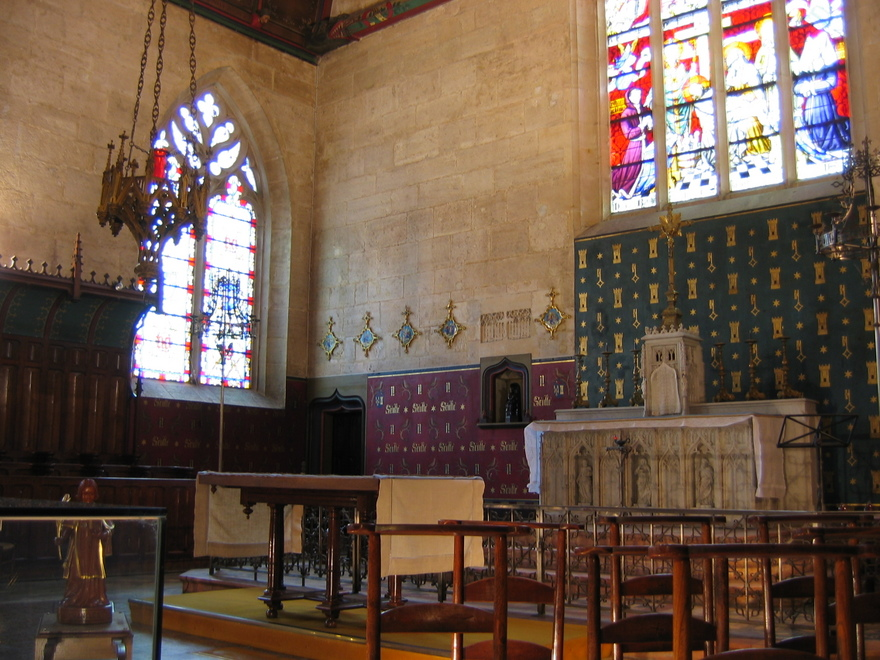
De kapel

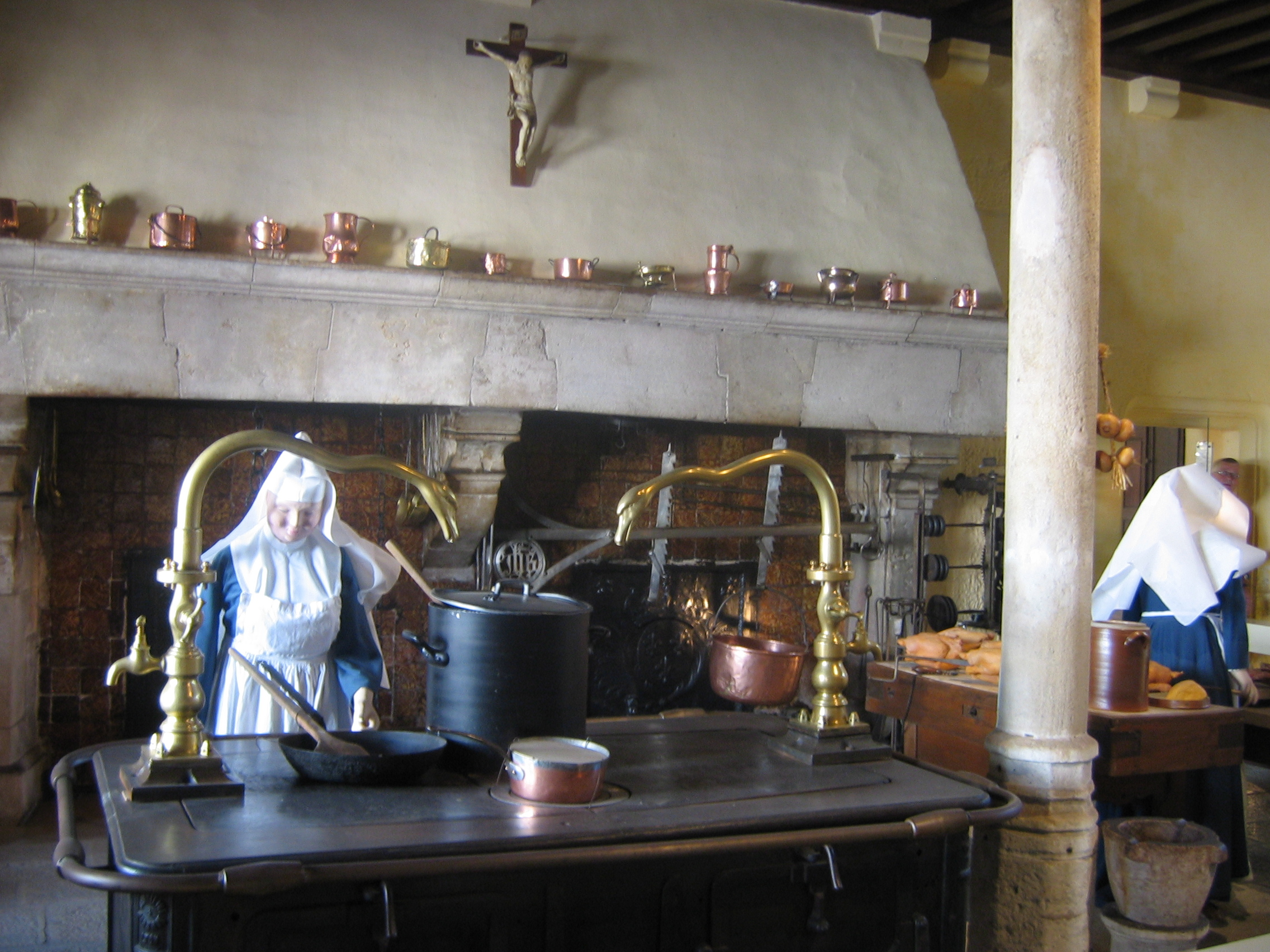
De keuken

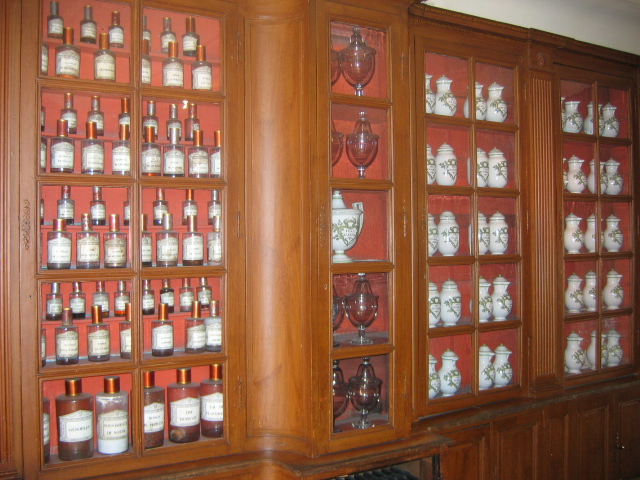
De apotheek

De Hospices Civils de Beaune  is een liefdadigheidsinstelling opgericht in 1443 door Nicolas Rolin als een armenhospitaal in Beaune (Bourgondië). Het oorspronkelijke hospitaal, het Hôtel-Dieu, wordt beschouwd als een van de pronkstukken van de Vlaams-Bourgondische bouwstijl, die aanleunt bij de laat-gotiek uit de 15e eeuw. Tegenwoordig doet het gebouw dienst als museum. De organisatie is ook bekend van haar jaarlijks terugkerende veiling van wijnverkoop voor het goede doel, die al jaren de gebouwen van de organisatie mee financiert.

## Geschiedenis
Na het einde van de Honderdjarige Oorlog (1337-1453) heerste in Frankrijk grote armoede en hongersnood. De vrede van Atrecht maakte in 1435 weliswaar een einde aan de oorlog tussen de Bourgondische Nederlanden en Frankrijk, maar toch bleven de gevolgen in de daaropvolgende jaren aanzienlijk. Deze hongersnood kostte in Beaune alleen al aan drie vierde van de inwoners het leven.
In het licht van die situatie besloten Nicolas Rolin, kanselier van de hertog van Bourgondië Filips de Goede, en zijn vrouw Guigone de Salins op 4 augustus 1443 om een hospitaal voor armen te bouwen. Er was vooraf twijfel over de locatie tussen Autun en Beaune. De keuze viel uiteindelijk op de laatste wegens de ligging en het ontbreken van een kloosterorde in de stad.
Een Latijns dankschrift uit 1491 wijst Jacobus Wiscrere aan als uitvoerder (peractorem). Waarschijnlijk was deze architect een lid van het Brusselse bouwmeestersgeslacht De Visscher.
Op 1 januari 1452 werd de eerste patiënt in het centrum verzorgd. Ouderen, invaliden, wezen, zieken, zwangere vrouwen en armen hadden er van de middeleeuwen tot in de 20e eeuw gratis toegang. In 1459 wordt door Rolin de orde Sœurs Hospitalières de Beaune opgericht, die een kloosterleven combineren met de hulp aan de armen. Gedurende eeuwen was het Hôtel-Dieu hun werk- en woonplaats.

## Hôtel-Dieu
Het Hôtel-Dieu wordt nog altijd in één adem genoemd met de naam van de organisatie. Zelfs in die mate dat men het Hôtel-Dieu Les Hospices noemt. De voorkant van het gebouw, die eerder sober overkomt, is een schril contrast met de rijkelijke decoratie van het binnenhof met zijn veelkleurige daken en het interieur van het gebouw zelf.

### Voorgevel en ingang
De zuidelijke voorgevel is opgetrokken in grijs-witte kalksteen, het steile dak bestaat uit zwarte leisteen en is daarmee een uitzondering op de rest van het gebouw. Dit gedeelte van het Hôtel-Dieu bevat weinig ramen, wat weinig kenmerkend is voor de gotiek. De reden ligt in het feit dat dit deelgebouw de Salle des Pauvres (zaal van de Armen) of de ziekenzaal bevat. Door een beperking van het aantal ramen was het eenvoudiger om binnen een gematigde temperatuur te behouden, zowel tijdens de zomer als tijdens de winter. De grote pinakel op het dak (30 meter hoog) en de kleinere pinakels boven het afdak aan de ingang zelf, verraden aan de buitenkant toch enige gotische kenmerken. Boven de massief houten deur staat het opschrift Hôtel-Dieu 1443.

### Het binnenhof
Het binnenhof (cour d'honneur, hof van eer) is rechthoekig en bevat een gietijzeren waterput in gotische stijl. Het hof geeft toegang tot de verschillende gebouwen met hun veelkleurige daken, kenmerkend voor de Bourgondische monumenten. Deze dakpannen zijn gemaakt van gebakken aarde met een emaillaag. Het hoofdgebouw met de grote ziekenzaal is op dat vlak de enige uitzondering. Deze dakpannen hebben vier kleuren (rood, bruin, geel en groen) en vormen geometrische patronen. Het motief is niet meer het oorspronkelijke. De daken werden herlegd tussen 1902 en 1907 door Louis Sauvageot die persoonlijke motieven gebruikte, aangezien de originele verloren waren geraakt. De noord-, oost- en westzijde hebben op grondniveau en op de eerste verdieping een galerij, op de begane grond gevormd door stenen zuilen, daarboven zijn houten zuilen gebruikt. De vele dakkapellen tellen talloze van hout en ijzer gemaakte decoraties.

### Grote armenzaal of ziekenzaal
De grote armenzaal (Frans: Grande salle des «Pôvres») bevindt zich langs de kant van de voorgevel. De imposante zaal (bijna 50 meter lang, 14 meter breed en 16 meter hoog) is overdekt door het houten beschilderde gewelf van het dak, dat de vorm heeft van een scheepsromp. Het ontbreken van een zolderverdieping zorgt ervoor dat het houtsnijwerk volledig zichtbaar is. Aan de zijden zijn hoofdjes in het hout uitgesneden, het zijn karikaturen van de bourgeoisie van Beaune. De vloertegels bevatten het monogram van Rolin en zijn motto (Seulle, een verbastering van de naam van zijn vrouw).
In de zaal bevinden zich aan de noord- en zuidmuur twee beddenrijen, het centraal gedeelte van de ruimte was bestemd voor tafels en banken voor de maaltijden. Het huidige meubilair is gemaakt in 1875 door de zwager van de architect Eugène Viollet-le-Duc. De bedden zijn kleine tweepersoonsbedden.
Achteraan in de zaal bevindt zich een houten Piëta, een meer dan levensgrote Christusfiguur uit de vijftiende eeuw.

### De kapel
Aansluitend op de grote ziekenzaal bevindt zich de kapel. De plaats voor de kapel is zo gekozen om bedlegerigen ertoe in staat te stellen de mis bij te wonen vanuit hun bed. Oorspronkelijk bevond zich in deze kapel het polyptiek van de Vlaamse schilder Rogier van der Weyden. Het stoffelijk overschot van Guigone de Salins ligt hier begraven.

### Zaal Sainte-Anne
De Heilige-Annazaal (salle Sainte-Anne), ligt langs de westelijke gevel en sluit aan bij de grote armenzaal. De zaal bevat slechts vier bedden en is gedecoreerd met een aantal tapijten met het wapen en motto van de oprichters. Deze zaal is niet toegankelijk voor het publiek.

### Zaal Saint-Hugues
Deze zaal (salle Saint-Hugues) ligt naast de voorgaande en is gebouwd in 1645. Er staan enkele bedden, bedoeld voor de welgestelde zieken. De ruimte valt op door de wandschilderingen van Isaac Moillon, die verschillende mirakels van Jezus voorstellen.

### Sint-Nicolaaszaal
Gelegen langs de noordzijde van het gebouw, was deze zaal (salle Saint-Nicolas) bestemd voor de zwaarste zieken en bevatte twaalf bedden. Momenteel wordt de zaal gebruikt als expositieruimte voor de geschiedenis van Les hospices en de wijngaard.

### De keuken
Met een enorme open haard is de keuken ingericht met diverse elementen, waaronder een automatisch spit dat dateert uit 1698, genaamd "Messire Bertrand".

### De apotheek
De apotheek bestaat uit twee deelruimtes met wandkasten met flessen.

### De heilige Louiszaal
Deze zaal sluit het binnenhof aan de oostzijde af en is gebouwd in 1661 op de plaats waar vroeger een schuur stond.

## De polyptiek van het Laatste Oordeel
Het Hôtel-Dieu van Beaune bezit een opmerkelijk werk, geschilderd in de 15e eeuw, Het Laatste Oordeel. Het werk is van de hand van de Vlaamse schilder Rogier van der Weyden. De polyptiek bevat negen rechthoekige luiken uit eik, hiervan kunnen er zes gesloten worden.

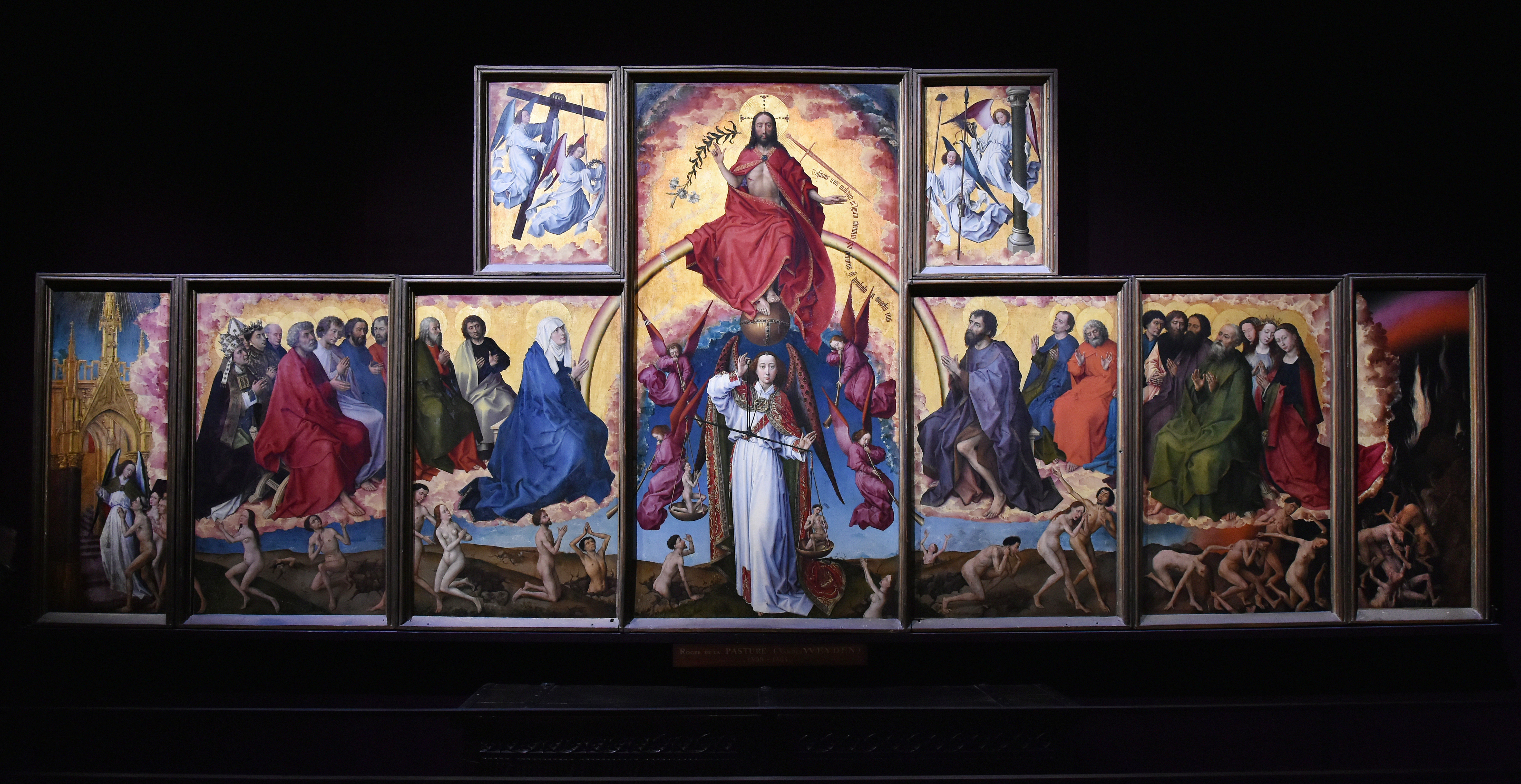
Het Laatste Oordeel

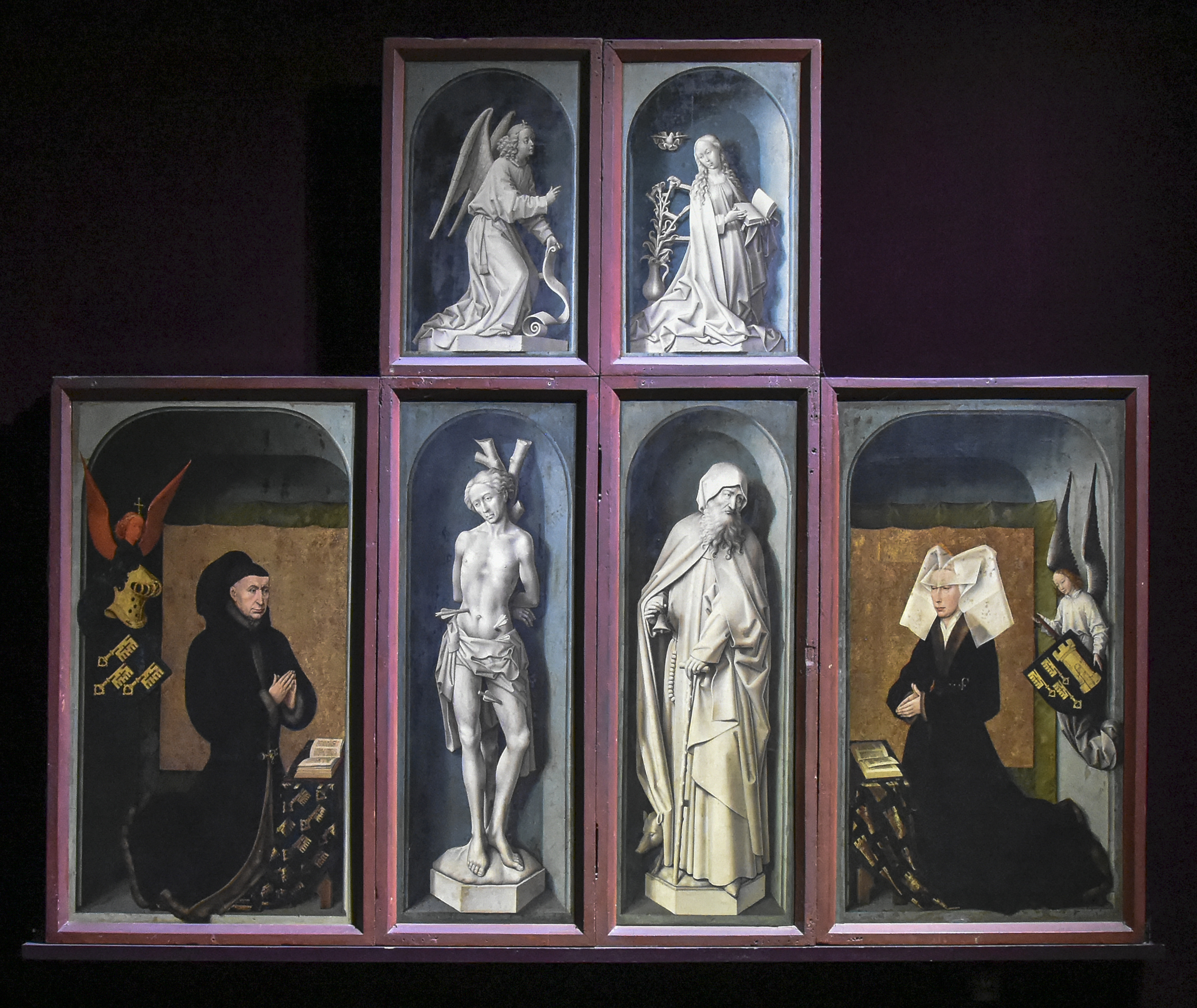
Met gesloten luiken

## Lijst van peters en meters van de wijnverkoop
- 2006 prinses Margarita van Roemenië, Fanny Ardant en Alice Taglioni
- 2005 Sonia Rykiel en Catherine Jacob
- 2004 David Douillet, Jonathan Nossiter, Charlotte Rampling en Stéphane Bern
- 2003 Marlène Jobert en Jean Reno
- 2002 Chiara Mastroianni en Elsa Zylberstein
- 2001 Amira Casar en Julien Clerc
- 2000 Inès Sastre en Charles Berling
- 1999 Kristin Scott Thomas, Sandrine Kiberlain en Anouk Aimée
- 1997 Thierry Lhermitte
- 1996 Claudie Haigneré
- 1995 Catherine Deneuve
- 1994 Michèle Alliot-Marie

## Varia
- Het Hôtel-Dieu is te zien in France Miniature, Élancourt.
- In 1941 en 1942 gaf La Poste postzegels uit met daarop het binnenhof van het Hôtel-Dieu.